# Helina evecta
Helina evecta är en tvåvingeart som först beskrevs av Harris 1780.  Helina evecta ingår i släktet Helina och familjen husflugor. Arten är reproducerande i Sverige. Inga underarter finns listade i Catalogue of Life.

## Bildgalleri

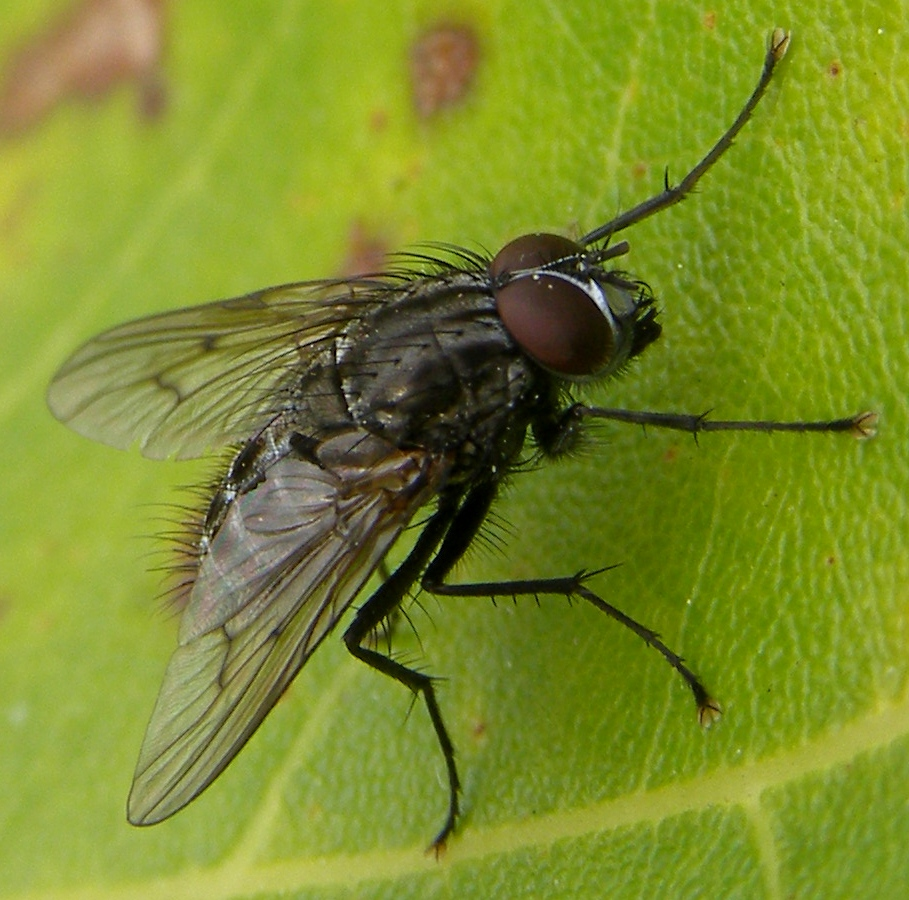